# Simeon Šterev
Simeon Atanasov Šterev (in bulgaro Симеон Атанасов Щерев?; Strumyantsi, 8 febbraio 1959) è un ex lottatore e allenatore di lotta bulgaro, specializzato nella lotta libera.

## Biografia
Rappresentò la Bulgaria ai Giochi olimpici estivi di Seul 1988, vincendo la medaglia di bronzo nei nella disciplina della lotta libera, categoria pesi piuma.
Dopo il ritiro dall'attività agonistica divenne allenatore di lotta. Tra gli altri atleti allenò Stanka Zlateva.

## Palmarès

### Olimpiadi
- 1 medaglia:
  - 1 bronzo (Seul 1988 nei pesi piuma)